# كلاب يلعبون البوكر

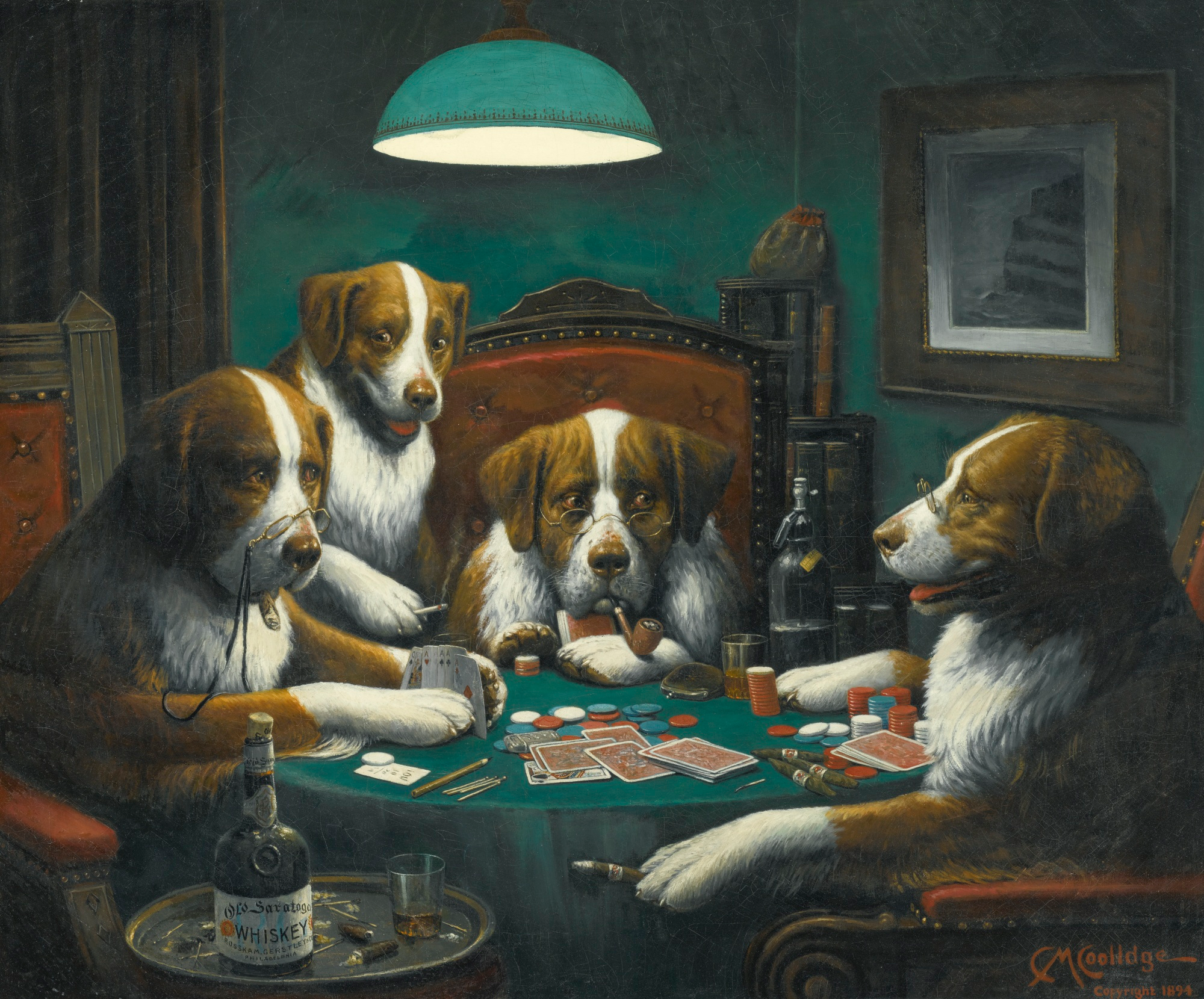
لوحة لعبة البوكر تعود لسنة 1894

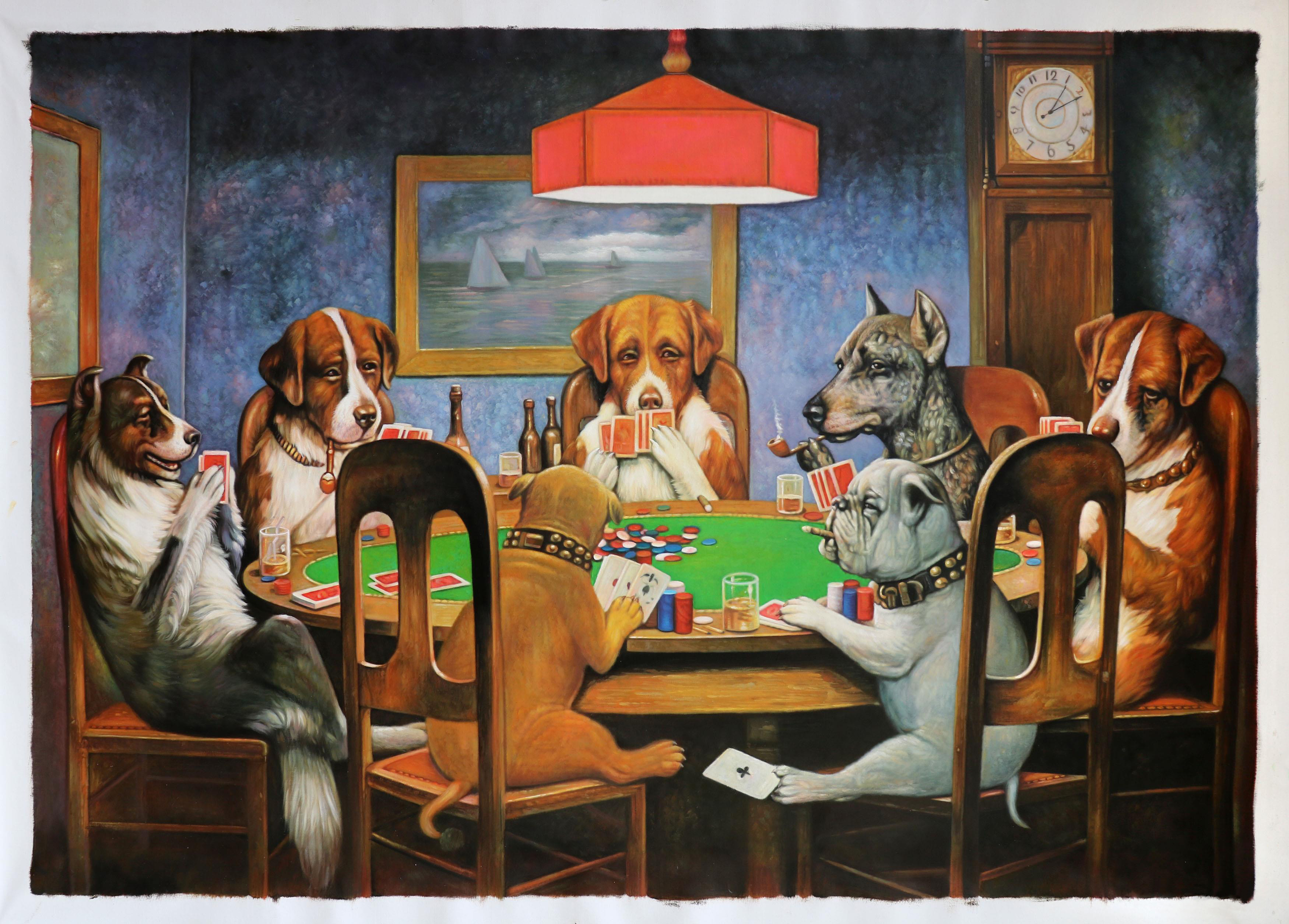
لوحة صديق في حاجة تعود لسنة 1903

كلاب يلعبون البوكر (بالإنجليزية: Dogs Playing Poker)‏ هي مجموعة من 18 لوحة للرسام الأمريكي كاسيوس مارسيلوس كوليدغ، رسمت ما بين سنوات 1894 إلى سنة 1903، بيعت فيما لشركة براون أند بيلو لتسوقها لمبيعات السيجار خاصتها في سنة 1910، كل هذه اللوحات زيتية تصور كلاب بشكل مؤنس وهي تلعب البوكر ويدخنون ويشربون، سرعان ما إنتشرت نسخ هذه اللوحات كأحد الفنون الهابطة في الولايات المتحدة. أول ألواح كوليدغ المسماة لعبة البوكر بيعت في مزاد نيويورك في 18 نوفمبر 2015 بمبلغ 658,000 دولار أمريكي.